# Musique de la Rome antique

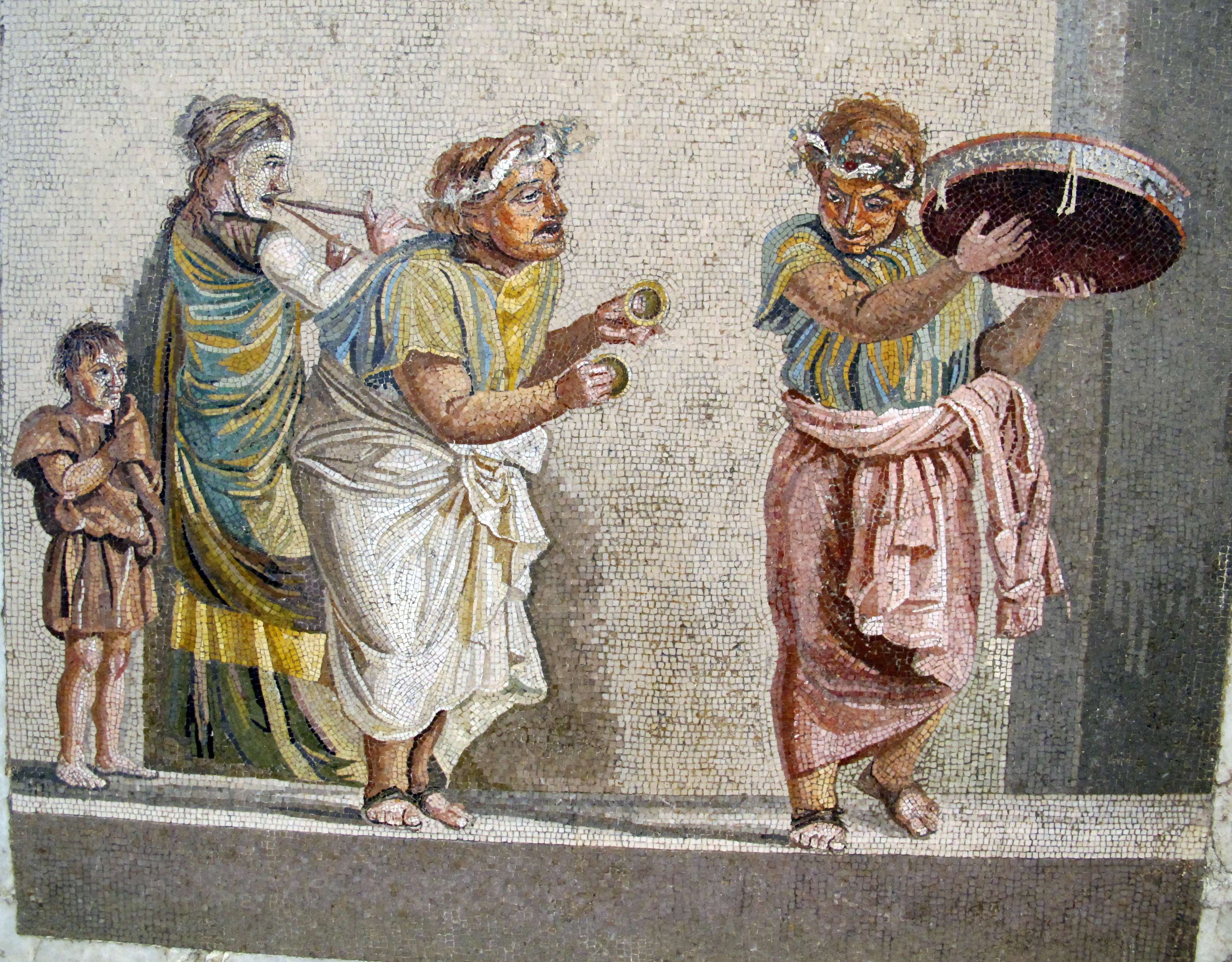
Trio de musiciens jouant de l'aulos, des cymbales et du tympanum (mosaïque de Pompéi).

La musique de la Rome antique est beaucoup moins bien connue que la musique de la Grèce antique, sur laquelle beaucoup de sources subsistent. On a par exemple pu déchiffrer une quarantaine de partitions dans la notation musicale grecque, et les théories musicales de Pythagore et d'Aristoxène sont bien documentées (tant par les sources grecques que par les écrits d'auteurs latins comme Vitruve et Boèce). À l'inverse, peu de choses ont survécu sur la musique de la Rome antique.
Il y a plusieurs raisons à cela. L'une d'elles est l'hostilité des premiers pères de l'Église à la musique théâtrale et aux fêtes du paganisme, autant d'éléments supprimés une fois le christianisme devenu religion officielle de l'Empire.
Il semble que les Romains n'ont été ni particulièrement créatifs, ni originaux dans leur production musicale. Contrairement aux Grecs, ils n'attachaient guère d'ethos spirituel à cet art. Si l'on considère que les Romains ont porté la même admiration à la musique grecque qu'au reste de la culture hellène, on peut en déduire sans grand risque d'erreur que leur musique a été monodique (c'est-à-dire qu'elle ne comportait qu'une partie mélodique sans harmonisation), et que ces mélodies étaient fondées sur un système de gammes élaboré (appelées modes). Le rythme des hymnes chantés devait se conformer à la métrique de leur poésie.
Il y eut aussi des influences non-grecques sur la culture romaine (par exemple celle des Étrusques, et plus tard, avec les conquêtes, celles des Chaldéens en Orient et des Numides au sud). Il est très probable que certains éléments de la musique jouée à Rome venaient des apports des Italiques et de peuples non-européens ; toutefois, la nature exacte de ces apports n'est pas clairement établie.

## Notation musicale

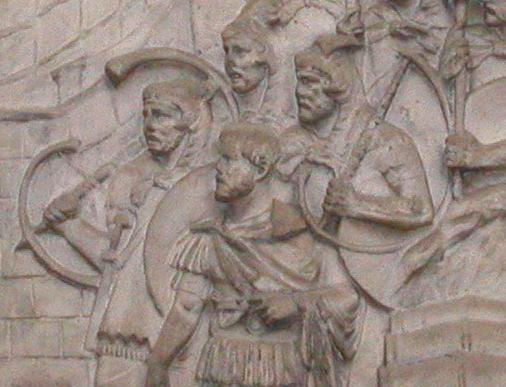
Soldats sonnant du cornu, bas-relief de la colonne Trajane.

Les Romains, s'ils ont jamais mis par écrit leur musique, ont dû emprunter la notation musicale des Grecs. Ce système employait quatre lettres (équivalant à nos actuels la, sol, fa et mi) pour désigner la succession des tons du tétracorde. Le rythme était rendu par des signes diacritiques au-dessus des notes, marquant la durée de chaque son.
Dans les représentations artistiques de la période romaine (par ex. les mosaïques de Pompéi), on ne voit aucun des musiciens lire de la musique, et très peu de partitions ont été retrouvées.
Le célèbre traité du philosophe latin Boèce traite bien davantage de la théorie musicale des Grecs de l'époque hellénistique que de la musique de son temps. Les Romains ont sans doute accordé leurs instruments selon les modes grecs. On a avancé que les sonneries militaires d'un instrument comme la tuba auraient pu paraître familières à nos oreilles modernes, car les cuivres, par nature, ne peuvent émettre qu'un nombre réduit de subharmoniques.

## Instruments de musique
On sait que les Romains ont eu accès à une large palette de timbres, couvrant les principaux domaines des orchestres modernes.

### Instruments à vent

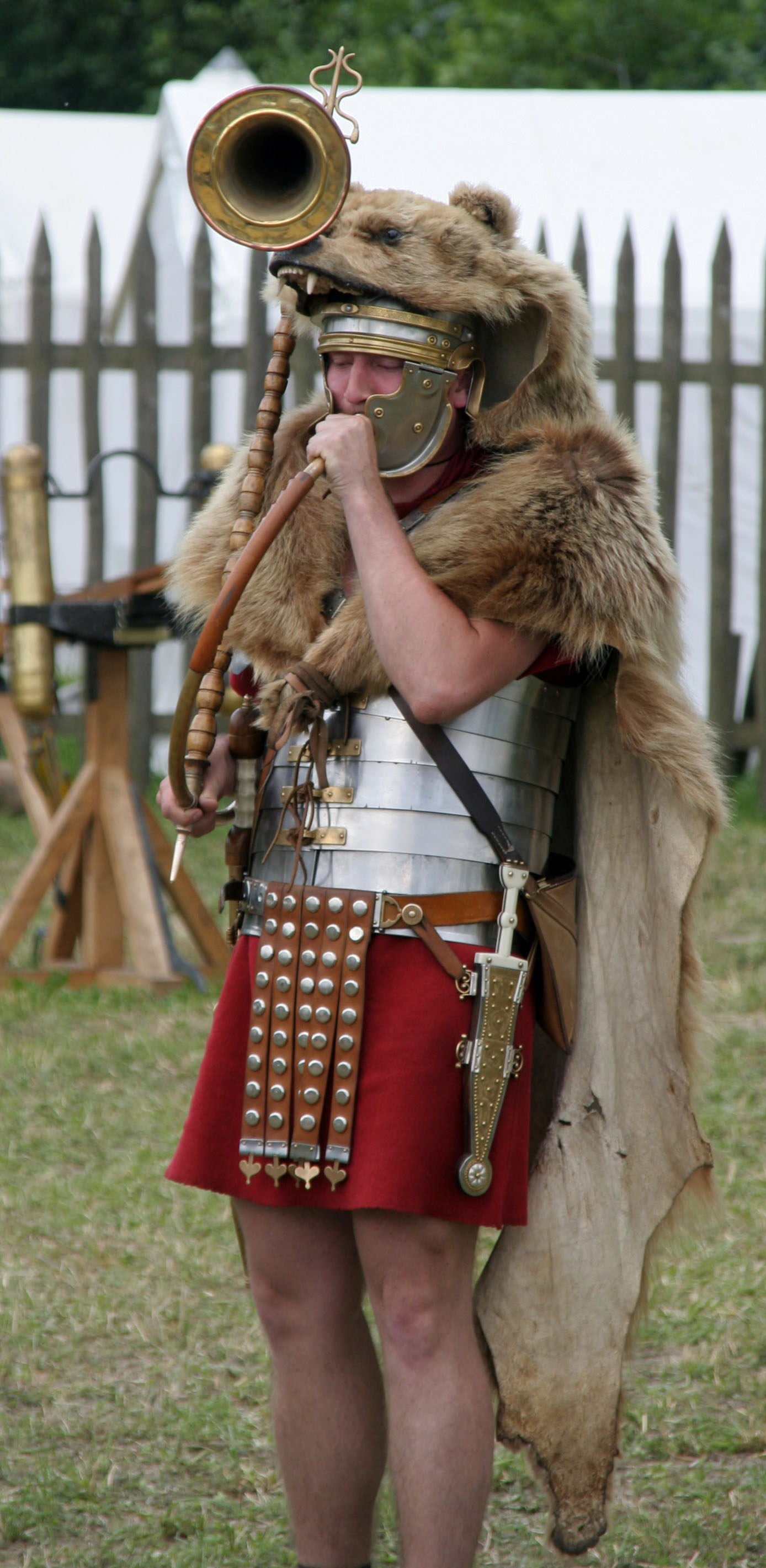
Un cornicen : reconstitution en Autriche.

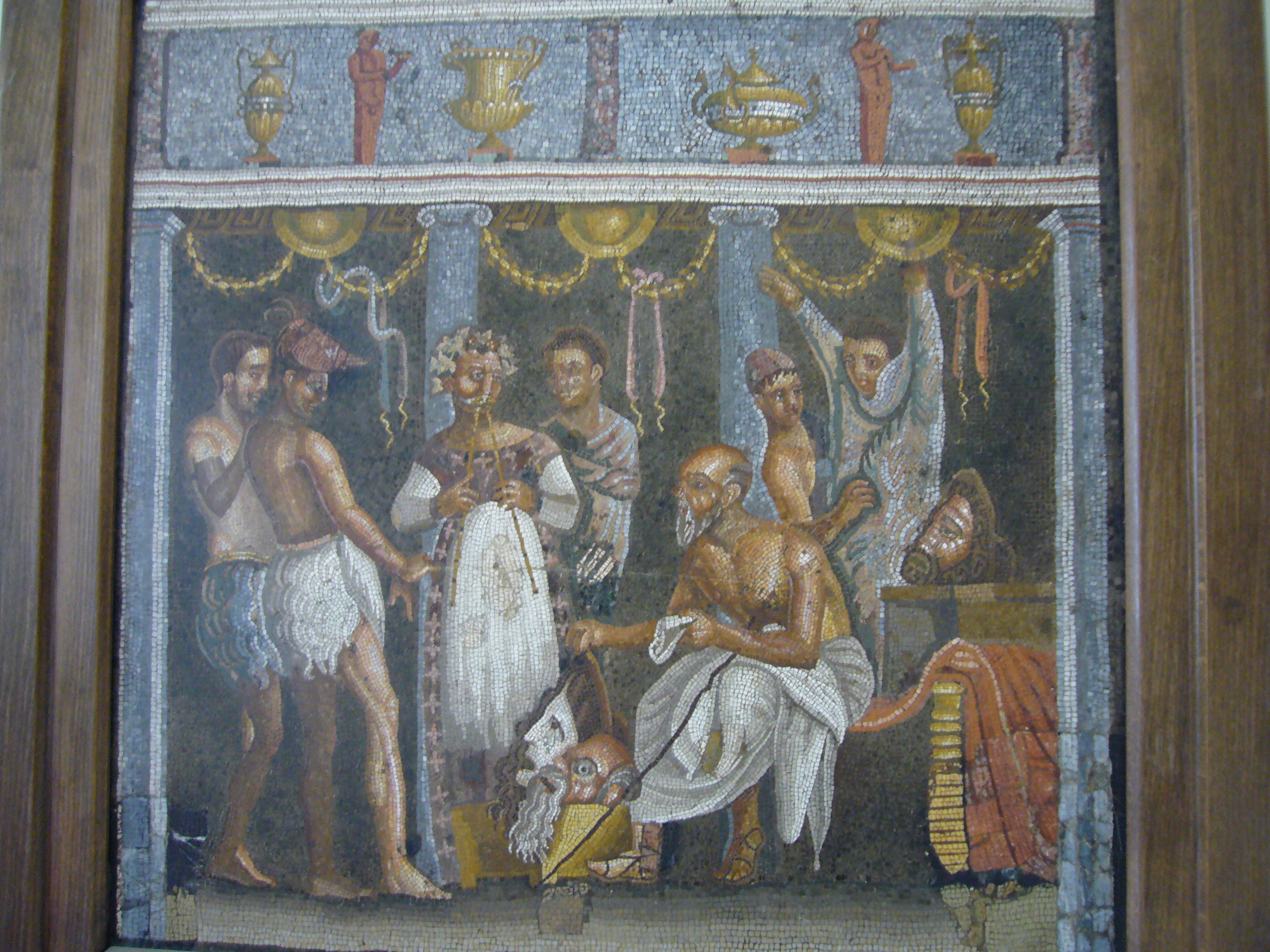
Joueuse de tibia sur une mosaïque de Pompéi.

- La tuba latine n'a d’autre point commun avec notre tuba moderne que d'être un instrument de la famille des cuivres. C'était une longue trompe en bronze munie à son extrémité d'un pavillon conique amovible, comme notre cor d'harmonie. Ceux qui ont été retrouvés avaient une longueur de 1,30 m ; ils avaient une perce cylindrique depuis l'embouchure jusqu'à la section où le corps de l'instrument s'évase brusquement[6], d'une manière analogue à celle de la trompette utilisée pour interpréter la musique traditionnelle (il va sans dire que l'instrument était dépourvu de clefs : il ne pouvait émettre que quelques notes selon l'intensité du souffle). La tuba jouait un rôle essentiel à l'armée pour sonner l'appel. Elle a certainement été héritée des Étrusques.
- Le corps du buccin ou cornu, un instrument de la famille des cuivres, affectait une forme semi-circulaire, ou plus précisément la forme de la lettre G ; il possédait parfois un raidisseur (ou poignée) transversal. La perce était conique (comme celle du cor d'harmonie) et l'embouchure était tronconique. C'était également un instrument militaire, et comme la tuba, il était hérité des Étrusques. Le joueur de cornu était appelé cornicen[7]. De même, le joueur de tuba était appelé tubicen.
- Le tibia était ordinairement une flûte double, avec chaque tuyau muni de deux anches doubles en roseau, comme les hautbois modernes. Cependant, certaines descriptions montrent chacun des tuyaux avec une anche simple, comme la clarinette. Les deux tuyaux étaient séparés mais tenus fermement sur la largeur des lèvres[3]. Les reconstitutions effectuées montrent que l'instrument émettait un son grave semblable à celui d'une clarinette. Au Ier siècle,  deux innovations interviennent : les viroles à crochet, qui ont le même rôle que les clés et les clapets de flutes traversières et clarinettes modernes,  et les tubulures coniques, qui rendent le son plus grave[8].
- L’ascaule était une cornemuse[9],[10].
- Les Romains ont connu une forme de flûte à bec, une flûte oblique d'origine égyptienne, et, bien sûr, la flûte de Pan[11]

### Instruments à cordes pincées

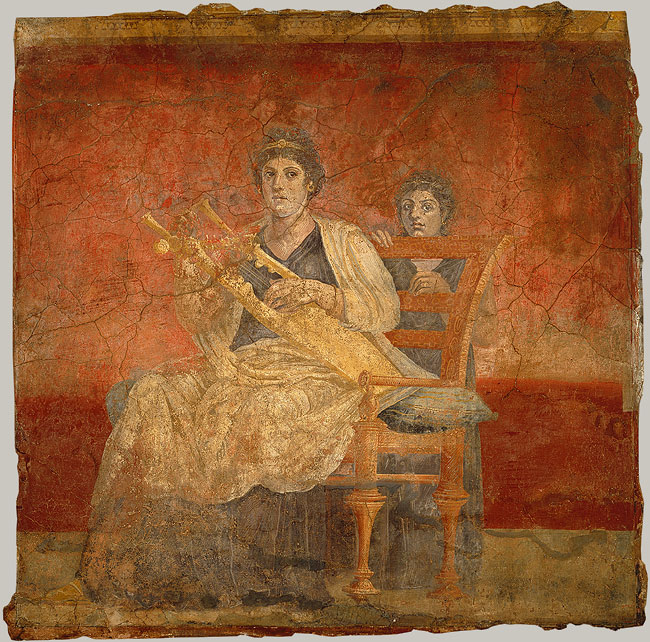
Fresque d'une villa de Boscoreale (40-30 av. J.-C.) représentant une femme jouant de la cithare.

- La lyre, empruntée aux Grecs, comportait un nombre de cordes variable tendues depuis une entretoise à la caisse de résonance formée d'un châssis de bois ou d'une carapace de tortue. La lyre était tenue ou calée entre le bras et la main gauche, les cordes étant pincées avec la main droite. Les Romains délaissèrent peu à peu cet instrument au profit de la cithare.
- La cithare, une variante de la lyre, était l'instrument de prestige dans la Rome antique : on en jouait aussi bien pour s'amuser que pour accompagner la poésie. Comme la plupart des autres instruments joués à Rome, la cithare venait à l'origine de Grèce et c'est sur des bas-reliefs grecs que l'on peut voir les cithares les plus sophistiquées de l'Antiquité. Plus encombrante et plus sophistiquée, la cithare avait un châssis en forme de caisse, dont les cordes étaient pincées entre l'entretoise supérieure et l'attache au niveau de la caisse de résonance ; on la tenait verticalement et on l'utilisait avec un plectre. On accordait les cordes en calant des taquets près de l'attache à l'entretoise[12]. Elle avait un timbre grave et doux, permettait des effets d'attaque et l'émission d'accords précis. On disait que certains joueurs savaient faire gémir l'instrument. Les citharistes virtuoses semblent avoir joui de la même ferveur mystique que nos guitar heroes contemporains, à tel point que les Anciens croyaient que les divinités, les muses et Apollon dotaient les citharistes du pouvoir d'envoûter leurs auditeurs.
- Le luth romain comportait trois cordes. Plus facile à jouer que la lyre ou la cithare, il avait aussi moins de succès.

### Les orgues

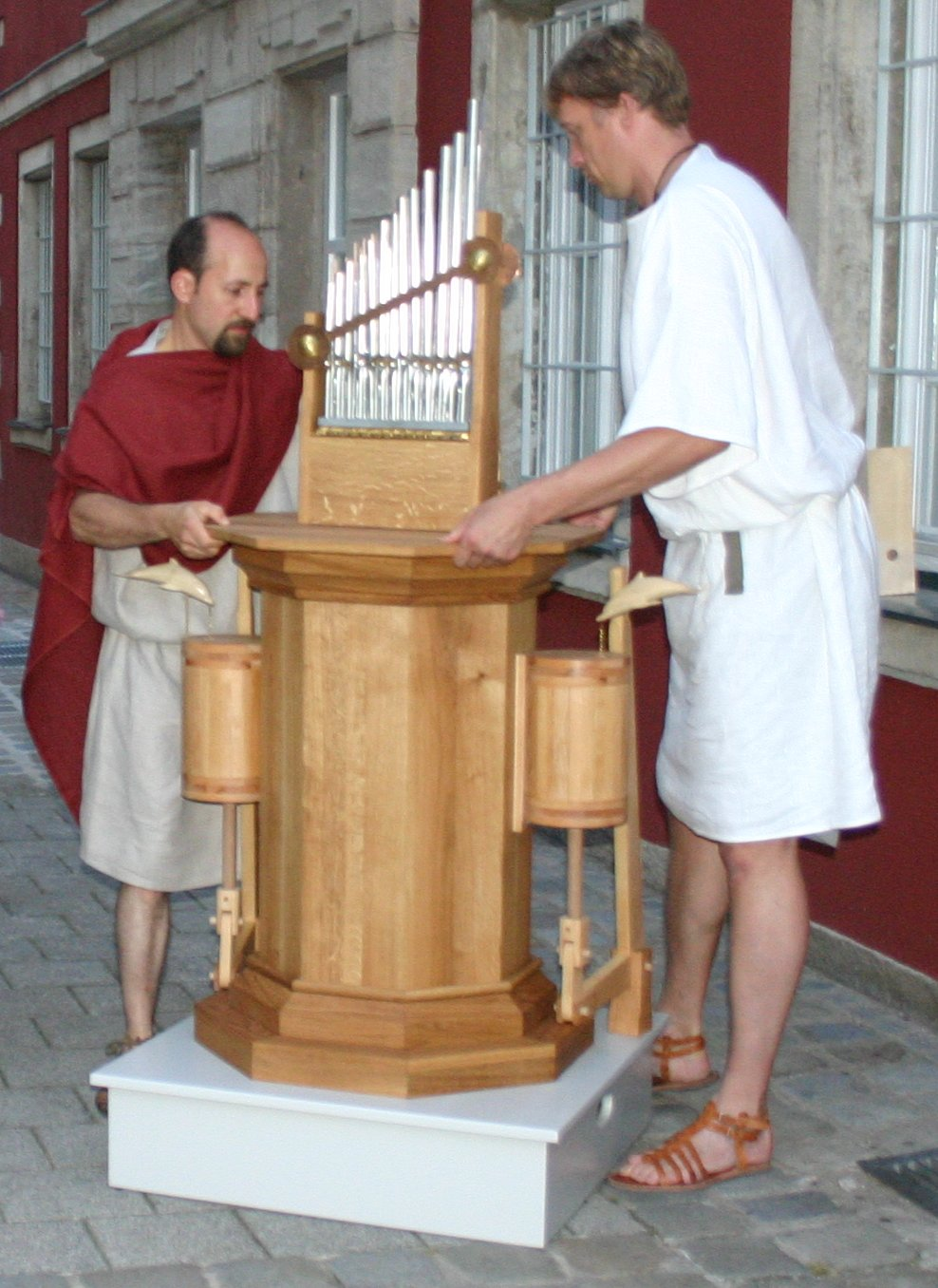
Reconstitution d'une hydraule (Allemagne, 2006).

- On dispose de quelques représentations d'orgues sur des mosaïques et quelques vestiges sont exposés au Musée archéologique de Naples. Les tuyaux étaient conçus pour jouer dans plusieurs des tonalités empruntées aux Grecs. D'après les vestiges, ces instruments étaient intermédiaires entre la cornemuse et l'orgue moderne. Il n'est pas établi si ces tuyaux étaient plutôt mis en vibration par le souffle d'un musicien ou par une vessie à air.
- L'hydraule est un instrument autrement exotique ; dans cet orgue, la régularité de la pression était assurée par une cloche sur une cuve d'eau. Un exemplaire en terre cuite bien conservé de cet instrument, dont la conception remonte aux Grecs de l'époque hellénistique, a été retrouvé sur le site de Carthage en 1885. Un autre exemplaire en bronze a été retrouvé à Aventicum (Avenches en Suisse)[13].

### Les percussions

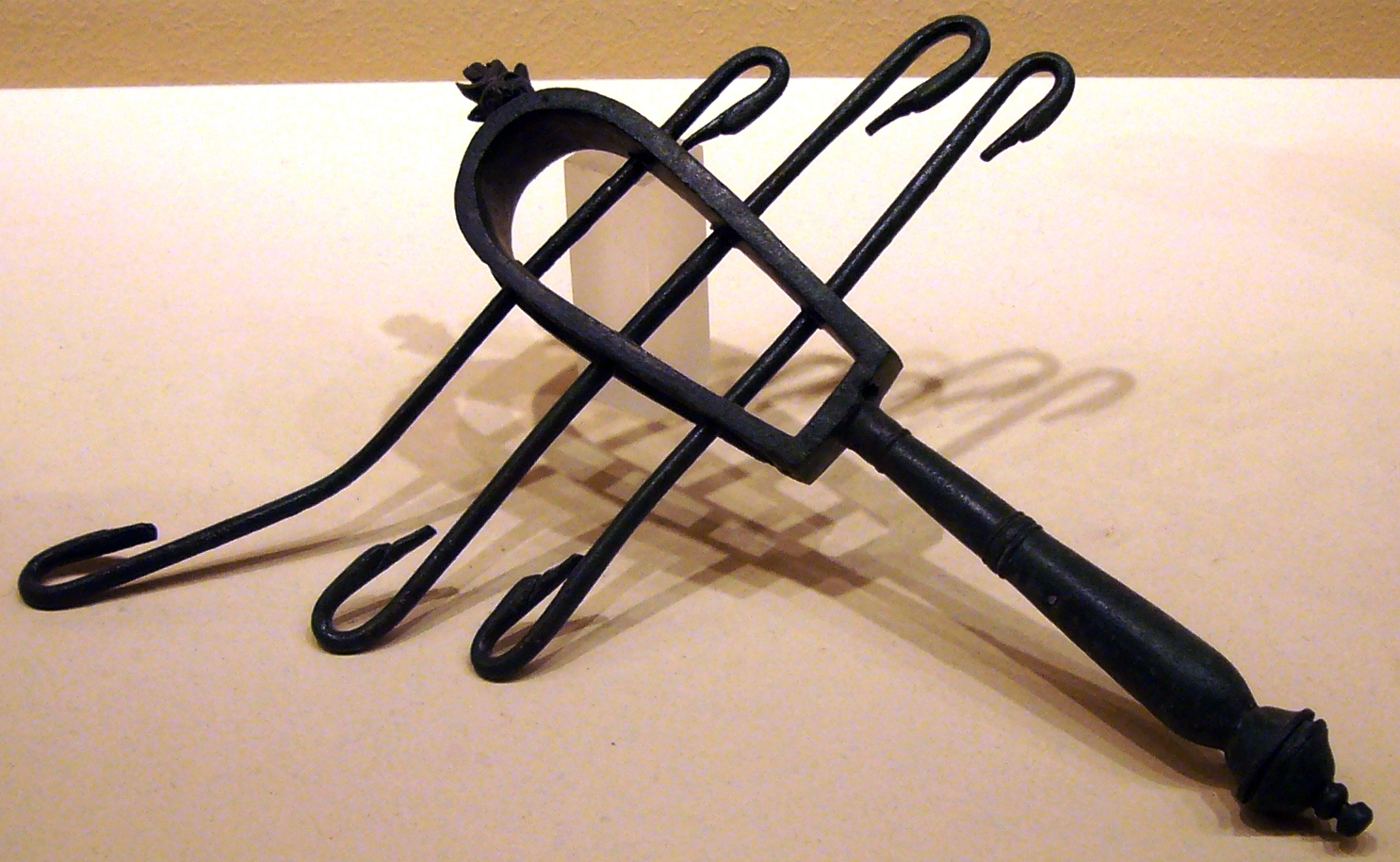
Sistre romain.

Les Romains utilisaient de nombreux instruments de percussion :
- Différentes variantes du scabellum leur servaient à scander leur musique. Cet instrument était composé de deux planches de bois ou de métal assemblées par une charnière le long d'un bord, le bord opposé d'une des deux planches étant muni d'un manche.
- Le sistre, fait d'anneaux passés à travers une barre de métal, est originaire de l'Égypte ancienne. Il était souvent utilisé dans les cérémonies religieuses.
- Il y avait également plusieurs sortes de crécelles, de grelots et de tambourins.
- Les tambours et les instruments de percussion comme les timbales et les castagnettes, le sistre ainsi que les cymbales en cuivre, jouaient également un rôle religieux en accompagnant les danses rythmiques de certains rites comme celui des Bacchantes ou des Frères Arvales. Ils étaient aussi utilisés dans les armées, lors de chasses pour rabattre le gibier et même en apiculture.
- Certaines musiques latines, purement rythmiques, mettaient certainement en œuvre des tambours ainsi que des effets de percussion comme le claquement et la percussion. Les musiciens égyptiens avaient une technique particulière consistant à marquer les temps en claquant des doigts.

## Musique et société

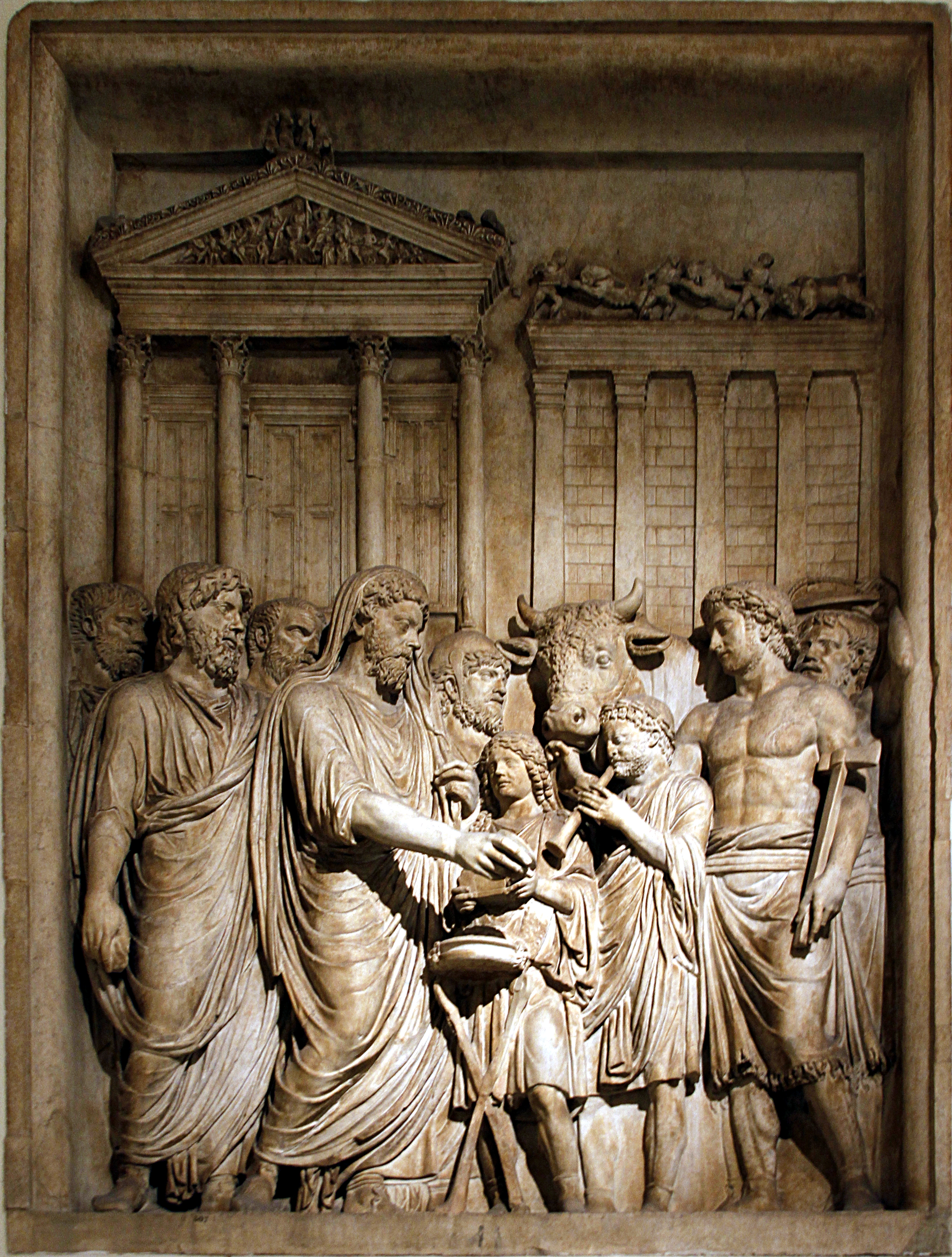
La musique accompagnait les cérémonies religieuses (ici l'empereur Marc Aurèle fêtant par un suovetaurile la victoire sur les Marcomans).

Malgré ce qui a été dit ci-dessus sur le manque d'originalité du répertoire musical latin, les Romains ont beaucoup apprécié la musique et elle entourait plusieurs circonstances de la vie. Scott rappelle les différentes utilisations de la tuba : l'usage militaire pour battre le rappel des troupes, mais aussi son utilisation lors des funérailles, des réunions privées, des spectacles de théâtre et des combats de gladiateurs. La musique était également jouée à l'occasion des cérémonies religieuses. Les Romains cultivaient d'ailleurs la musique comme un art libéral. 
À partir du Ve siècle se développent des associations d'artistes musicaux liés à la scène – comme les Collegium Symphoniacorum et Collegium Scabellariorum, à la suite de l'accroissement du nombre de musiciens dont beaucoup forment des ensembles pour accompagner les danseurs dans le nouveau genre théâtral de la pantomime créé par Pylade.
Les concours de musique étaient fréquents et attiraient de nombreux participants, dont l'empereur Néron, amateur averti qui fit une fois le voyage de Grèce pour participer à un concours.
On trouve beaucoup d'autres indications sur l'omniprésence de la musique à Rome, y compris avec de grandes formations. Ainsi, des centaines de cornistes et de flûtistes pouvaient se retrouver lors de grands spectacles ou des festivals importants. On a également trace de cithares démesurées, construites à la taille d'une charrette.